# Jacqueline Felice de Almania
Jacqueline Felice de Almania (en italiano, Jacobina Felice, en latín, Iacoba Felicie, fl. 1322). Nació en 1303 y fue una médica supuestamente de Florencia (Italia). En París ejerció la Medicina, pero en 1322 fue enjuiciada por práctica ilegal. años más tarde falleció en el 1342

## Carrera
Jacqueline Felice se refería a sí misma como «nobilis mulier domino Jacoba», lo que indicaba que pertenecía a una clase alta. Era famosa como especialista en salud y atendía a varones y a mujeres. Sus tratamientos tenían la reputación de ser efectivos. Existen informes que afirman que algunas personas cuyos tratamientos de fiebre, parálisis u otras enfermedades fracasaban eran derivadas a Jacqueline. También la visitaban los enfermos que no eran atendidos por médicos con título. Ella creía en el concepto de «secreto femenino», es decir, la idea de que solo otra mujer podía ver sus partes íntimas y mantener a los varones alejados de «los asuntos de mujeres». Jacqueline no asistió a la universidad, y eso hacía que los médicos la miraran con recelo, ya que empleaba las mismas técnicas que los médicos cualificados, como visitar al paciente, examinar su orina por su apariencia, tocar el cuerpo y recomendar medicamentos, digestivos y laxantes. Una de sus políticas médicas era no cobrar a menos que el paciente se curara siguiendo el tratamiento.

## Juicio
En 1322 tuvo que enfrentar un juicio por prácticas ilegales. La Escuela de Medicina de París la demandó porque ejercía la medicina sin una licencia. En su defensa, Jacqueline argumentó que no era apropiado que un varón palpara los pechos y los abdómenes de las mujeres. Durante el juicio se presentaron ocho testigos, todos habían sido sus pacientes excepto uno, que testimonió sobre sus habilidades médicas. Según uno de ellos, tenía la reputación de ser mejor médica y cirujana que ninguno de los doctores de París. Parece ser que, al ser una mejor profesional y no cobrarles a sus pacientes, los médicos varones estaban molestos con ella.
Al final del juicio, Jacqueline Felice de Almania fue declarada culpable y fue amenazada con la excomunión si se la encontraba atendiendo pacientes. También se le prohibió ejercer la medicina y se le cobró una multa de 60 libras parisinas; de todos modos, se desconoce si continuó en actividad luego del juicio. Los fiscales del juicio se basaron en que ella no había recibido instrucción formal en la universidad, pero no hubo un intento de medir sus conocimientos médicos. A pesar de que los testimonios indicaban que ella había podido curar pacientes que los médicos varones habían juzgado terminales, la corte concluyó que era obvio que un hombre podría entender la medicina mejor que una mujer, debido a su sexo. La decisión alejó a las mujeres del estudio académico de la medicina en Francia hasta el siglo XIX.